# Trojanówka (rzeka)
Trojanówka – rzeka, dopływ Prosny, dolny bieg Cieni, na Wysoczyźnie Kaliskiej. Powierzchnia dorzecza wynosi 476,1 km².
Rzeka przyjmuje nazwę Trojanówka od wsi Gruszczyce, skąd płynie w kierunku północnym. Przepływa między miastem Błaszki a wsią Borysławice. Za wsią Staw biegnie już w kierunku zachodnim, odbierając wody Tymianki i przechodząc przez stawy rybne. Dalej płynie przez Opatówek. Na południowy wschód od wsi Trojanów do Trojanówki uchodzi rzeka Pokrzywnica. Wody Trojanówki przechodzą przez sztuczne Jezioro Pokrzywnickie, a następnie uchodzą do Prosny w granicach administracyjnych Kalisza, na osiedlu Piwonice.
Według badań z 2006 Trojanówka miała wody IV klasy czystości.
Wiele publikacji ukazuje Trojanówkę jako dopływ Pokrzywnicy. Jednakże Komisja Nazw Miejscowości i Obiektów Fizjograficznych określiła, że to Trojanówka jest recypientem.